# (100770) 1998 FG31
(100770) 1998 FG31 es un asteroide perteneciente al cinturón de asteroides descubierto el 20 de marzo de 1998 por el equipo del Lincoln Near-Earth Asteroid Research desde el Laboratorio Lincoln, Socorro, Nuevo México, Estados Unidos.

## Designación y nombre
Designado provisionalmente como 1998 FG31.

## Características orbitales
1998 FG31 está situado a una distancia media del Sol de 2,292 ua, pudiendo alejarse hasta 2,667 ua y acercarse hasta 1,916 ua. Su excentricidad es 0,163 y la inclinación orbital 5,754 grados. Emplea 1267,44 días en completar una órbita alrededor del Sol.

## Características físicas
La magnitud absoluta de 1998 FG31 es 16,1. 